# Севастопольское викариатство
Севасто́польское викариа́тство — упразднённое викариатство Симферопольской епархии Русской православной церкви.
Учреждено 30 апреля 1915 года как викариатство Таврической (затем Симферопольской) епархии, поименованное по городу Севастополю. После 1923 года не замещалось.

## Епископы
- 30 апреля 1915 — 9 октября 1917 — Сильвестр (Братановский)
- 9 октября — 11 декабря 1917 — Модест (Никитин)
- 23 февраля 1919—1922 — Вениамин (Федченков)  в ноябре 1920 года эмигрировал
- 4 августа 1922 — январь 1923 — Сергий (Зверев)